# Mont Soracte
Le mont Soracte (en latin mons Soracte ou Sorax d'après Pline l'Ancien ; en italien Monte Soratte) est une montagne isolée de la vallée du Tibre, de 691 m d'altitude, qui se dresse exactement 50 km au nord de Rome dans la Campagne romaine, à environ huit kilomètres au sud de Civita Castellana.

## Dans l'Antiquité
Ce promontoire, essentiellement formé de calcaire dont les flancs prennent un reflet blanc au soleil, était déjà célébré dans les poèmes de Virgile et d'Horace. Ce dernier chante l'aspect de la montagne recouverte l'hiver de neige (Vides ut alta stet nive candidum Soracte, Odes, I, 9), tandis que Virgile nous apprend qu'Apollon était le dieu tutélaire de ce lieu. Toutefois, on n'a jamais trouvé trace d'un temple à Apollon sur ce sommet. Le rite romain des hirpi Sorani est sans doute lié à la fréquentation de cette montagne par les loups. Selon Strabon, la cérémonie était organisée par les membres d'une famille autochtone, qui marchaient pieds nus sur des charbons ardents sans se brûler.
Le mont Soracte est une montagne sacrée des Falisques consacrée à leur divinité correspondante : le Pater Soranus. C'est probablement l'étymologie du nom.
Les anciens peuples italiques (Étrusques, Falisques, habitants de Capena, et Sabins) célébraient sur cette montagne, ou à son pied (à Feronia), le culte du dieu Soranus, surnom de Dis Pater. Féronie, la déesse aux fauves, protectrice des affranchis, y possédait un sanctuaire.

## Dans les temps modernes
Près du sommet se trouvait un monastère, fondé en 748 par Carloman (fils de Charles Martel) et agrandi sous Otton III par le pape Sylvestre II : les ruines de l'autel portent encore des bas-reliefs de cette époque. Encore de nos jours, ce monastère est fréquenté par les Trinitaires. L’église Santa Maria delle Grazie, haut-lieu du culte marial, se dresse depuis 1835 au sommet du mont Soracte.
Les coteaux forment aujourd'hui une réserve naturelle à la végétation et à la faune variée. On y trouve aussi les Meri, des dolines dont la profondeur atteint jusqu'à 115 m de profondeur ; au milieu de ce relief karstique, plusieurs grottes ont été explorées entre 1920 et 1940. Il y a au pied du versant oriental une carrière de craie abandonnée. Cinq chemins de randonnée fléchés permettent de faire le tour de la montagne.
La plus proche localité est Sant'Oreste au sud-est du versant. L'origine du nom de cette ville est controversé : Saint Oreste ou Edistus aurait été martyrisé près du mont Soracte ; mais selon d'autres sources, le nom de la localité viendrait d'une déformation graduelle du nom de la montagne. L'hôtel de ville (Palazzo) abrite une Procession de croix du XIe siècle de style byzantin.